# Leandro Rampa
Leandro Rampa (Bergamo, 27 novembre 1922 – Brembate di Sopra, 3 gennaio 2008) è stato un politico italiano.

## Biografia
Esponente della Democrazia Cristiana, ricoprì la carica di deputato per quattro legislature, venendo eletto alle politiche del 1958 (38.265 preferenze), alle politiche del 1963 (46.389 preferenze), alle politiche del 1968 (53.488 preferenze) e alle politiche del 1972 (63.088 preferenze).
In occasione delle politiche del 1976 fu eletto al Senato per il collegio di Clusone.
Fu più volte sottosegretario di Stato: dapprima, durante il governo Leone II (1968), presso il ministero del turismo e dello spettacolo; poi, nei governi Rumor II (1969-70), Rumor III (1970), Colombo (1970-72) e Andreotti I (1972), presso il ministero del lavoro e della previdenza sociale.
Terminò il mandato parlamentare nel 1979.